# Manfred Stohl
Manfred Stohl (nascut el 7 de juliol de 1972 a Viena) és un pilot de ral·lis austríac que participa en el Campionat Mundial de Ral·lis.
Va debutar al Campionat Mundial de Ral·lis al ral·li de Costa d'Ivori amb un Audi l'any 1991. L'any 2000 guanyà el Campionat Mundial de Ral·lis de producció amb un Mitsubishi Lancer Evolution VI. L'any 2006 va córrer amb un Peugeot 307 de l'equip privat OMV. Actualment participa amb un Citroën Xsara de l'equip privat Kronos.